# Fonds
Ein Fonds (französisch fonds, „Grundstück, Vorrat, Kapital“, Aussprache [fɔ̃ː]; in englischen Fondsnamen Fund, Aussprache [fʌnd]) ist ein Geldmittelbestand oder Bestand an Vermögenswerten, der für einen bestimmten Verwendungszweck vorgesehen ist. Fonds können durch Beiträge, Spenden, Emission von Anteilscheinen oder staatlich finanziert werden.

## Allgemeines
Teilweise wird die Bezeichnung „Fonds“ auch auf die Institution bezogen, welche die Geldmittel verwaltet, zum Beispiel beim Internationalen Währungsfonds.

## Übersicht

### Arten von Fonds
- Einlagensicherungsfonds der Kreditinstitute zur Sicherung der Bankguthaben;
- Gesundheitsfonds, zentraler Fonds zur Verwaltung der Krankenversicherungsbeiträge;
- Investmentfonds, Unternehmen, die eine Kapitalanlage für Anleger bieten;
- Kirchenbaufonds zum Bau oder zur Sanierung eines Kirchengebäudes;
- zwischenstaatliche Fonds zur Klimafinanzierung;
- Fonds der Betriebe, verschiedene staatliche Fonds der ehemaligen DDR zur Finanzierung der sozialistischen Betriebe;
- Fonds des öffentlichen Rechts, eine Rechtsform in Österreich;
- Selbstversicherung, unternehmensinterne Vermögensmasse für Geschäftsrisiken;
- Staatsfonds, staatliche Kapitalanlage;
- Streikfonds einer Gewerkschaft zur Verminderung des Zahlungsrisikos bei Streikgeldern.

### Einzelne Fonds
- Internationaler Fonds für landwirtschaftliche Entwicklung (IFAD), ein Fonds der Vereinten Nationen
- verschiedene Strukturfonds der Europäischen Union
- Katastrophenfonds, ein Fonds in Österreich zur Wiederherstellung nach Schäden durch höhere Gewalt
- Pensionsfonds, ein Fonds für die betriebliche Altersvorsorge
- Krankenhaustransformationsfonds, ein Fonds gemäß dem Krankenhausversorgungsverbesserungsgesetz (KHVVG) von Ende 2024 für die finanzielle Unterstützung von kommenden strukturellen Veränderung in der Krankenhausversorgung in Deutschland, siehe Krankenhausfinanzierung#KHVVG im Jahr 2024
- Regionalfonds für zeitgenössische Kunst, öffentliche Sammlungen zeitgenössischer bildender Kunst in Frankreich